# Ешвілл (Алабама)
Ешвілл (англ. Ashville) — місто (англ. city) в США, в окрузі Сент-Клер штату Алабама. Населення — 2346 осіб (2020).

## Географія
Ешвілл розташований за координатами 33°50′10″ пн. ш. 86°16′18″ зх. д. / 33.83611° пн. ш. 86.27167° зх. д. (33.836160, -86.271667).  За даними Бюро перепису населення США в 2010 році місто мало площу 50,25 км², з яких 49,76 км² — суходіл та 0,49 км² — водойми.

### Клімат
| Клімат : Ешвілл       | Клімат : Ешвілл | Клімат : Ешвілл | Клімат : Ешвілл | Клімат : Ешвілл | Клімат : Ешвілл | Клімат : Ешвілл | Клімат : Ешвілл | Клімат : Ешвілл | Клімат : Ешвілл | Клімат : Ешвілл | Клімат : Ешвілл | Клімат : Ешвілл | Клімат : Ешвілл |
| Показник              | Січ.            | Лют.            | Бер.            | Квіт.           | Трав.           | Черв.           | Лип.            | Серп.           | Вер.            | Жовт.           | Лист.           | Груд.           | Рік             |
| Середній максимум, °C | 12,8            | 12,8            | 18,9            | 22,8            | 28,3            | 31,7            | 32,2            | 32,2            | 30,0            | 24,4            | 17,8            | 11,7            | 22,8            |
| Середній мінімум, °C  | 0,6             | 0,6             | 6,1             | 8,9             | 13,3            | 18,3            | 20,0            | 19,4            | 15,6            | 9,4             | 3,3             | 0,6             | 9,4             |
| Норма опадів, мм      | 135             | 137             | 163             | 117             | 91              | 94              | 127             | 99              | 91              | 66              | 86              | 130             | 1334            |
| --------------------- | --------------- | --------------- | --------------- | --------------- | --------------- | --------------- | --------------- | --------------- | --------------- | --------------- | --------------- | --------------- | --------------- |
| Джерело: Weatherbase  |                 |                 |                 |                 |                 |                 |                 |                 |                 |                 |                 |                 |                 |

## Демографія
Згідно з переписом 2010 року, у місті мешкало 2212 осіб у 793 домогосподарствах у складі 597 родин. Густота населення становила 44 особи/км².  Було 888 помешкань (18/км²).
Расовий склад населення:
| - 75,8 % — білих - 20,3 % — чорних або афроамериканців - 0,3 % — азіатів - 0,2 % — корінних американців - 1,4 % — осіб інших рас |

До двох чи більше рас належало 2,0 %. Частка іспаномовних становила 3,8 % від усіх жителів.
За віковим діапазоном населення розподілялося таким чином: 24,0 % — особи молодші 18 років, 62,7 % — особи у віці 18—64 років, 13,3 % — особи у віці 65 років та старші. Медіана віку мешканця становила 37,3 року. На 100 осіб жіночої статі у місті припадало 99,6 чоловіків;  на 100 жінок у віці від 18 років та старших — 97,9 чоловіків також старших 18 років.
Середній дохід на одне домашнє господарство  становив 48 594 долари США (медіана — 40 547), а середній дохід на одну сім'ю — 57 549 доларів (медіана — 50 732). Медіана доходів становила 45 915 доларів для чоловіків та 30 234 долари для жінок. За межею бідності перебувало 28,3 % осіб, у тому числі 49,6 % дітей у віці до 18 років та 7,1 % осіб у віці 65 років та старших.
Цивільне працевлаштоване населення становило 877 осіб. Основні галузі зайнятості: освіта, охорона здоров'я та соціальна допомога — 17,2 %, виробництво — 13,1 %, роздрібна торгівля — 11,7 %, публічна адміністрація — 10,8 %.